# Мустафаев, Вугар Валех оглы
Вугар Валех оглы Мустафаев (род. 1986, Баку) — министр оборонной промышленности Азербайджана (с 18 ноября 2023 года).

## Биография
Вугар Мустафаев родился в Баку в 1986 году. В 2004 году поступил на специальность «Инженерная экономика и управление — менеджмент» Академии государственного управления при Президенте Азербайджанской Республики на степень бакалавра, которую окончил с отличием в 2008 году. В 2010—2013 годах окончил магистерскую программу Университета Хазар «Управление бизнесом (MBA)» по специальности «Финансы и кредит».
Помимо того, что он является членом международной ассоциации Institute of Internal Auditors, с 2016 года он получил «Certified Internal Auditor (CIA)» — квалификацию Международного Внутреннего Аудитора, а с 2020 года получил международную квалификацию «IBM Data Science Specialization»- имеет профессиональную квалификацию в области науки о данных.
Состоял на срочной службе в воинской части № N Внутренних войск МВД Азербайджана.
Женат. Имеет двоих детей.

## Карьера
В 2006—2008 гг.,во время учебы в бакалавриате Вугар Мустафаев работал Координатором Обучения и специалистом по финансам и бухгалтерскому учету в различных компаниях.
С 2009 по 2012 год работал старшим специалистом в международной аудиторской компании Ernst & Young CIS B.V., действующей в Азербайджане. В 2012—2014 годах занимал должность директора Департамента внутреннего аудита ООО «Азерфон». С 2014 года работал на различных руководящих должностях в ООО «ПАША Холдинг» и связанных с ним компаниях. В 2014 году назначен на должность советника исполнительного директора ООО «ПАША Холдинг». С 2014 года работает Председателем Ревизионной комиссии ОАО «ПАША Страхование» и ОАО «ПАША Страхование жизни». В 2021 году назначен Главой Представительства PASHA Holding ООО в Турецкой Республике, а также Председателем Наблюдательного совета компании ПДТ и Гайрыменкул А.Ш цетром в Стамбуле.
Указом Президента Азербайджанской Республики от 15 марта 2023 года назначен на должность заместителя министра оборонной промышленности Азербайджанской Республики. 18 ноября того же года - назначен министром оборонной промышленности.